# Área metropolitana de Bay City
El Área Estadística Metropolitana de Bay City, MI MSA, como la denomina la Oficina del Censo de los Estados Unidos, es un Área Estadística Metropolitana centrada en la ciudad de homónima, que solo abarca el Bay en el estado de Míchigan, Estados Unidos. Su población según el censo de 2010 es de 107.771 habitantes, convirtiéndola en la 333.º área metropolitana más poblada de los Estados Unidos.

## Área Estadística Metropolitana Combinada
El Área Estadística Metropolitana Combinada de Saginaw-Bay City-Saginaw Township North, MI CSA está formada por el área metropolitana de Bay City junto con el Área Estadística Metropolitana de Saginaw-Saginaw Township North, WI MSA; totalizando 307.940 habitantes en un área de 3.747 km².

## Comunidades del área metropolitana
| Ciudades - Auburn - Bay City - Essexville - Pinconning - Midland | Lugares no incorporados - Bentley - Crump - Duel - Kawkawlin - Linwood - Mount Forest - Munger - Willard - University Center |